# Оток плућа
Оток плућа или едем плућа (лат. оedema pulmonis) хитно је, и по живот опасно и драматично стање у кардиологији и пулмологији које затева неодложну и адекватну интервенцију. Карактерише га екстраваскуларно накупљање течности у алвеолама плућа, због повишеног притиска у капиларима плућа или поремећене пропустљивости капиларно-алвеоларне мембране плућа.

## Подела
Према узроку настанка оток плућа се дели на;
Срчани или кардиогени оток плућа
Кардиогени плућни едем (скраћено КПЕ) настаје наглим накупљањем екстраваскуларне течности у интерстицијуму плућног паренхима и/или алвеоларном простору, као
последица поремећаја еквилибријума између сила хидростатског и онкокотског притиска у плућној капиларној мрежи и плућног интерститиума, због пораста притиска у пулмокапиларној циркулацији.
Несрчани, некардиогени, алвеоларни или озледни оток плућа
Несрчани плућни едем може бити изазван присуством: акутног респираторног синдрома (АРДС-након тешких инфекција, траума, повреда плућа, инхалацијом токсина, као и код конзумената кокаина), болести бубрега, настанком пнеумоторакса или плеуралне ефузије. Настаје због превеликог одлагања хероина и метадона. Велике дозе аспирина, нарочито код старије популације, може довести до плућног едема. Пулмонални емболизам као и екламије труднице су такође често етиолошки фактори настанка некардијалног плућног едема.

### Иницијална диференцијација срчаног и несрчаног плућног отока.[1]
|                       | Срчани или кардиогени оток плућа | Несрчани, некардиогени, алвеоларни или озледни оток плућа |
| --------------------- | --- | --- |
| Анамнеза              | Изненадни срчани догађај | Акутни срчани догађај је врло редак, али је могућ Постојање придружених обољења                                                                               |
| Физикални налаз       | Клиничка слика малог минутног волумена - хладна периферија С3 галопни ритам, кардиомегалија Дистензија југуларних вена Касноинспираторни пукоти                     | Клиничка слика повећаног минутног волумена - топла периферија Добро пуњен пулс Нема галопног ритма Нема југуларне дистензије Касноинспираторни пукоти одсутни |
| Лабораторијски налази | ЕКГ знаци исхемије или инфаркта миокарда РТГ - периферна дистрибуција промена Повишене вредности кардиоспецифичних ензима Интрапулмонални шант: мали ПЦВП > 18 ммХг | ЕКГ обично нормалан РТГ периферна дистрибуција промена Кардиоспецифични ензими обично нормални Интрапулмонални шант: велики ПЦВП < 18 ммХг                    |

## Етиопатогенеза
| Облик               | Узроци | Механизам настанка |
| Срчани едем плућа   | - Срчана инсуфицијенција, - Тешки поремећаји срчаног ритма, - Хипертензивна криза, - Тампонада срца, - Оптерећење срца течностима | - Недовољна снага срчаног мишића, изазвана разним болестима и другим оштећењима. - Брадикардија или тахикардија, - Излив крви у срчану кесу (инфаркт, траума, баротраума, разне болести) - Неадекватно лечен повишен крвни притисак, болести бубрега и крвних судова итд - Оптерећење срца увећаним хидростатским притиском (оштећењем бубрега, интравенска терапиј (ифузоним растворима), |
| Несрчани едем плућа | - Инхалација отрова - Контузија плућа, - Аспирација страног садржаја - Пнеумоторакс - Реперфузијска повреда плућа, - Утапање (дављење) - Вишеструке трансфузије крви - Тешке инфекције - Политраума, - Неурогени поремећаји. - Злоупотреба лекова и психоактивних супстанци - Страно тело у дисајним путевима - Артеријске малформације - Хантавирусни плућни синдром - Висинска болест - Акутни хеморагични панкреатитис, - Хипероксија, - Опекотине, - Масна емболија | - Инхалација отровних гасова пара и аеросола лако испарљивих течности (хлор, сумпор-диоксид, бојни отрови). - Снажна повреда било ког узрока (тешка саобраћајна несрећа) - Задесни продор (аспирација) страног садржаја у плућа, (из желуца, течности или хране у току јела или воде у току дављења. - Реекспанзија плућа након повреде грудног коша или обимне торакоцентезе. - Бактеријске и вирусне инфекције (упала плућа, грип итд). - Реперфузија након постпулмоналне тромбоендартектомије (хируршко уклањање тромба) или трансплантације плућа. - Субарахноидално крварење (хеморагија) - Одређене врсте лекова, злоупотреба дроге - Горња опструкција дисајних путева, односно едем изазван негативним притиском у плућима - Успон на планину или код задеса у ваздухопловству, повремено изазива висински едем плућа. - Неконтролисано удисање кисеоника дуже од 48 часова, при његовој концентрацији у удахнутом ваздуху већој од 60%. |

## Патофизиологија отока плућа
Плућни едем је абнормална акумулација течности у интерстицијалном или алвеоларном простору плућа. Накупљање течности настаје из више разлога, али се може објаснити као последица ометања нормалног обима кретања и изједначавања притиска течности у плућима. То подразумева промене у хидростатском или онкотском притиску око алвеоларне мембране у интерстицијуму или због промене пропустљивости алвеоларне мембране, што у таквим условима омогућава да се течност креће из капилараног у алвеоларни простор у алвеолама.
Количина интерстицијалне течности у плућима човека износи око 20% укупне масе плућа, док у случају едема она расте на 30%. За разлику од интерстицијума у алвеоле може ући много више течности што узрокује интраалвеоларни едем. У том случају количина течности у алвеолама може бити већа од 500-1000% од нормалне количине интерстицијалне течности.

#### Патофизиологија срчаног отока плућа
Традиционална патофизиологија објашњава да је едем плућа који се најчешће јавља код болесника ван болнице, срчане етиологије, обично последица нарушене функције левог срца, које је праћено порастом дијастолног крвног притиска, што доводи до екстравазације течности у алвеоле. То такође може бити први знак коронарне болести срца, али се јавља и за време агоније умирања. Због поремећаја у раду срчаних комора због оне не функционишу правилно. Коморе непотпуно избацују њен садржај, узрокујући да крв која се враћа у срца из њега излаз у незнатним количинама. Тело реагује повећањем крвног притиска и већом запремином течности како би надокнадило смањени излазак крви из срца. То узрокује и пораст притиска у капиларима плућа. Притисак у капиларима се мора повећати на висок ниво пре него што се развије едем плућа, како би могао да савлада колоидно-осмотски притисак крви у плућима, који снажно делује против излажења течности у алвеоле. Према истраживањима на животињама, утврђено је да притисак у капиларима мора бити више од 4 kPa како би се савладао колоидно-осмотски притисак (који износи 3,7 kPa), што је четири пута више од нормалног притиска у капиларима који износи 1 kPa, пре него што дође до појаве едема плућа. Притисак од 3 kPa се може сматрати фактором сигурности против едема плућа. Међутим, докази из недавних истраживања на лешевима сугеришу да неурогени узрок плућног едема може бити важнији од кардиогеног.
Развоја едема плућа узрокује смањење еластичности плућног ткива, сужавање ситнијих бронхија уз стварање отпора уласку ваздушне струје коју прати појачан рад дисајне мускулатуре изазван диспнејом. У овој фази нема изразитих сметњи у оксигенацији плућа, али ако се у овом стадијуму не интервенише, развија се тежи облик едема плућа. Он спречава нормалну оксигенацију крви, због редукције алвеоларне површине за размену гасова. Крв у капиларима се не оксигенише и због смањене концентрације кисеоника који прелази директно у леву преткомору (десно-леви шант) у ћелијама и ткивима настаје хипоксија.

#### Патофизиологија несрчаног отока плућа
Оток плућа несрчаног (некардиогеног) порекла настаје најчешће због локалног оштећења капилара у плућима, бактеријском инфекцијом, иритацијом хемијским материјама и дејством других некардиолошких узрочника, који доводе до оштећења и поремећаја пропустљивости капиларно-алвеоларне мембране плућа.
Као најчешћи узрочници несрчаног отока плућа наводе се:
Ендогени токсини
У организму настали ендогени токсини директно оштећују ендотел и епител плућа и разлажу капиларну мембрану.
Егзогени токсини
Егзогени, или токсини који из спољне средине, најчешће удисањем доспевају до плућног ткива (нпр. отровни гасови).
Снижен колоидно-осмотски притисак
Услед дуготрајне глади, нефротског синдрома итд, може настати пад колоидног или осмотског притиска. 
Снижен барометарски притисак
Пад барометарског притиска у атмосфери прати и снижење интраалвеоларног парцијалног притиска (нпр. приликом брзог изроњавања из воде, успона на планине у ваздухопловству итд).
Успон било приликом изроњавања или у току боравка на високим планинама или у току летења (без заштитне летачке опреме) индукује хипоксију која као јак стресни утицај делује на појаву плућне хипертензије. Механички стрес уз претерано повећан плућни васкуларни притисак, увећава нормално низак ниво пропуштања течности у интерстицијални простор. Повећан излазак течности је резултат промене градијента притиска и пермеабилности васкуларног ендотела изазваног оштећењем. Запаљењски медијатори (који се због потхлађивања организма у току роњења у хладној води или на висини), надовезују се на хипоксију, оштећују ткива и још више увећавају излазак течности. Гомилање течности у интерстицијалном простору и нарушена структура бронхијално-алвеоларног епитела изазива излив у алвеоле. Смањена количина натријума још више допринеси процесу ненормалне акумулације течности.
Повреде
Повреда грудног коша, изазвана механичком силом која се преноси кроз чврсти течни или гасовити медијум итд. Ови поремећаји могу довести до пукотина у зиду плућних капилара, кроз које течност лако истиче у интерстицијални простор и алвеоле, доводећи до развоја несрчаног едема плућа. На ову појаву указују и Вест (енгл. West JB) и сарадници који су установили да на плућним капиларима који су изложени високом притиску може доћи до оштећења васкуларног ендотела и ширење пора између ендотелне мембране суседних ћелија, што може довести до тога да се протеини и црвена крвна зрнца са високом молекуларном масом преливају у интерститицијални и алвеоларни простор. Овај концепт, који је назван „стресно оштећење“ (енгл. „stress failure”), капилара плућа, може објаснити наизглед парадоксалану појаву, да се едем плућа који би требало да буде трансудативе природе, карактерише и високим садржајем протеина у алвеоларној течности, што говори и о израженијем облику пропустљивости до које може доћи код несрчаних облика едема плућа изазваног снажним спољним утицајима механичке силе.

## Клиничка слика
Симптоми отока плућа су врло карактеристични и олакшавају дијагностику. У клиничкој слици постоје респираторни, неуропсихички и кардиоваскуларни симптоми и знаци.
Респираторни знаци едем плућа укључују ове субјективне тегобе:
- Недостатак даха (диспнеја) после напора.
- Изненадни напад диспнеје обично после спавања.
- Отежано дисање, осим када се болесник седи усправно.
- Кашаљ.

У случајевима тешких облика отока плућа, симптоми се погоршавају и испољавају као;
- Анксиозност, страх од смрти гушењем, касније несвестица и на крају губитак свести (због промена у централном нервном систему).
- Болесник је најчешће у седећем положају (ортопнеја).
- Диспнеја, је обавезан знак и праћена је убрзаним и отежаним дисањем, које може да пређе у гушење.
- Пенушав или сукрвичав испљувак.
- Аускултаторно се обострано чују влажни шушњеви.
- Засићење крви кисеоником измерен пулс-оксиметром је испод 90%.
- Убрзан рад срца (тахикардија).
- Бол у грудима, током акутног инфаркта миокарда, руптуре анеуризме, тампонаде срца итд.
- Набрекле вене на врату.
- Повишен крвни притисак (хипертензија), >200 mmHg, или низак крвни притисак (хипотензија) <90 mmHg, ако едем плућа пређе у кардиогени шок.
- Цијаноза (плаветнило) коже, због хипоксемије која доводи до декомпензације десног срца са израженим поремећајем срчаног ритма
- Обилно презнојавање.

Поред ових симптома едем плућа могу пратити и други симптоми, у зависности од поремећаја-болести чија је компликација едем плућа.

### Фазе у развоју отока
Акутни едем плућа пролази кроз две фазе;
Интерститициајални едем плућа
Повећаним притисак у венама плућа >од 25-30 mmHg доводи до изласка течности из капилара у интерститицијални простор, а у овој фази едем није велики. Интерстицијални плућни едем (познат као срчани облик астме) често почиње током спавања, у облику ноћне пароксизмалане диспнеје. Болесник се жали на осећај недостатка ваздуха (диспнеја). Аускултаторно се чује отежано дисање са продуженим експиријумом и у почетку са сувим а касније са влажним дисајним шумовима, које прелазе у „звиждање“ и влажне шумове. Поремећај прати кашаљ, који доста личи на астму (па се зато и назива срчана астма).
Алвеоларни отока плућа
Када оток.постане опсежнији долази до излива течности у алвеоларни простор у коме се од 100 ml плазме може формирати 1-1,5 литара пенушаве течности. Код алвеоларног едема плућа болесник се жали на инспираторну диспнеју са тежим обликом недостатка ваздуха. Ови симптоми се повећавају у лежећем положају и присиљавају болесника да седи или стоји (у принудном положају - ортопнеја).

## Дијагноза

#### Анамнеза
Анамнестички подаци често упућује на хроничне болести срца, коронарну болест срца, повишен крвни притисак (хипертензија), (ХОБП), болести бубрега итд.

#### Објективни налаз
У објективном налазу доминирају сдећи знаци:
- цијаноза,
- бледило коже, обилно знојење,
- убрзан пулс,
- наглашен други тон над плућном артеријом,
- протодиастолични галопирајући ритам срца,
- Испљувак је понекад са розе траговима крви,артеријска хипертензија,
- аускултаторно, влажни мали и средњи дисајни шумови, прво у доњем деловима (базама плућа), а затим преко целе површине плућа. Касније, су тонови толико јасни да се чују и на даљину.
- испљувак у почетку бистар, понекад са розе траговима крви,
- дисање прелази у нападе гушења.
- бледило коже, и појачано знојење указује на промене у централном нервном систему са израженом анксиозношћу или конфузијом и поремећајем свести.
- мерењем крвног притиска указује на хипертензију (услед хиперактивности симпатикуса и надбубрежне жлезде, развија се хипертензивна криза), или хипотензија (због попуштања леве коморе и могуће појаве кардиогеног шока).

#### Дијагностичка испитивања
- Мерење сатурације кисеоника у крви пулс-оксиметром,
- Лабораторијско одређивање парцијалног притисака гасова у крви ( је снижен, а угљен-диоксида је нормалан или касније повишен),
- Рендгенографија плућа и срца - на снимку плућа виде се типични знаци застоја у виду лептира,
- Централни венски катетер - централни венски притисак је повишен,
- Ехокардиографија - поремећена функција миокарда са повећаним дијастолним волуменом.

## Диференцијална дијагноза
Диференцијално дијагностички код едема плућа долазе у обзир бронхијална астма и (ХОБП).

## Терапија
Акутни оток.плућа захтева тренутну и неодложну медицинску помоћ. Циљ лечења је смањити количину течности у плућима, побољшања размене гасова и функцију срца, и, где је то могуће, уклањање и лечење основних узрока болести.

#### Општи принципи терапије
Стављање болесника у седећи положај
Поставља у седећи положај помаже се болеснику да боље и лакше дише
Примена кисеоника
Кисеоник код едема плућа треба примењивати у строго контролисаним условима уз стални мониторинг (оксиметријом или гасним анализама крви)
Примена механичке вентилације
У неким случајевима, када је респираторни поремећај озбиљан, механичка вентилација плућа се допуњује интубацијом трахеје у циљу боље примене кисеоника.
Венепункција
Венепункција је метода намерног испуштања крви из лакатне вене, у количини од 300-500 ml. Венепункција има за циљ да смањи волумен течности у циркулацији, што најчешће врло брзо побољшава стање болесника.
Примена лекова
Медикаменти који се користе у лечењу отока плућа
| Медикамент               | Учинак |
| ------------------------ | --- |
| Морфијум                 | - То је лек који врло ефикасан у смањењу анксиозности болесника - Ублажава диспнеју - Побољшава проток крви |
| Вазопресори              | - Исти они који се користе код појаве кардиогеног шока у току едема плућа. - У ту сврху користе се блокатори адренергичних рецептора (као што су допамин хидрохлорид (Intropin), добутамин хидрохлорид (Dobutrex), или адреналин) или бипиридин (као амринон лактат (Inocor) или милринон лактат (Primacor). |
| Нитроглицерин            | - Смањује количину протока кроз плућни крвоток - Смањује запремину течности у пренатрпаним крвним судовима. |
| Диуретици                | - Као нпр фуросемид (ласикс), стимулишу елиминацију течности преко мокраће и утичу на смањење притиска течности у крвним судовима. |
| Антихипертензивне лекови | - Смањују крвни притисак и напетост у едемом препуњеним органима |
| (АЦЕ) инхибитори         | - Смањују крвни притисак у левој комори како би она лакше истиснула крв. - Вазодилатори. Код болесника који имају озбиљну хипертензију, вазодилатори као што је натријум нитропрусид, могу се користити за регулацију крвног притиска.                                                                       |
| Вазодилатори             | - Код болесника који имају озбиљну хипертензију, вазодилатори (као што је натријум нитропрусид), могу се користити за регулацију крвног притиска. |

## Специфични облици несрчаног едема плућа

#### Акутни висински оток плућа
Акутни висински едем плућа је несрчани едем плућа који се јавља код иначе здравих планинара-алпиниста у току боравка на висинама изнад 2.500 метара, мада су неки случајеви ове вресте едема, евидентирани и на нижим надморским висинама (између 1500 и 2500 метара), код веома осетљивих људи. Зашто су неки људи осетљиви на висински едем плућа тренутно није позната. али је он и даље главни узрок смрти код особа изложених сниженом атмосферском притиску (али и хладноћи) на висини, (са високом стопом смртношћу у одсуству превентивних мера и ургентног лечења.
Симптоми акутног висинског едема плућа укључују недостатак даха у миру, „стезање у грудима“, појачан умор, осећај гушења (диспнеја) (најчешће у току ноћи), општа слабост и упорни кашаљ, који може бити продуктиван, са безбојним пенушавим испљувком. Појава дезоријентације и ирационалног понашања, је знак да због хипоксије не пристиже довољна количина кисеоника у мозак.
Једна од метода којом може да се изврши провера индивидуалне осетљивости на (ВАЕП), је одређивање времена опоравка после напора. Особе које након тестирања покажу позитивне резултате, у току боравка не висини могу очекивати појаву (ВАЕП)
Стандардни и најважнији облик лечења код (ВЕП), је да се оболела особа што пре спусти на нижу надморску висину што је брже могуће, (по могућству испод 1000 метара надморске висине), Паралелно са спуштањем, треба започети и са применом кисеоника ако је то могуће. Симптоми код ове врсте едема плућа имају тенденцију брзог побољшања након лечења, али мање озбиљнији симптоми се могу наставити и наредних неколико дана. Од лекова може се применити дексаметазон и нифедипин тадалафил итд.

#### Акутни оток плућа у роњењу
Акутни оток плућа у роњењу, („хладноћом индукован оток плућа“), настаје у току роњења у води чија је температура мање од +12°C. Разлог за појаву овог облика едема плућа је непознат. Он се јавља у току роњења и представља посебан клинички ентитет који се може јавити у „хладној“ али, нешто ређе и у „топлој“ води и није повезан са механизмом декомпресије. 
Клинички, овај облик едема плућа, карактерише тешка диспнеја, која се јавља у дубини и прати је кашаљ, малаксалост, нелагодност у грудима, шиштање, хемоптизија и искашљавање пенушавог испљувка, и други уобичајени симптоми едема плућа. 
Рендгенографија потврђује едем плућа. 
Симптоми трају од 24 до 48 часа и захтевају лечење стандардном процедуром за плућни едем, мада највећи број оиболелих не захтева никакво лечење.

#### Трансфузијом изазван оток плућа[6][22]
Трансфузија крви (посебно ако се примени вишекратно) може у одређеним стањима изазвати клинички синдром акутног едем плућа који се јавља у року од 1-6 часова од трансфузије. У већини случајева, појава овог облика едема плућа, повезана је са антителима на бела крвна зрнца (леукоците)из крви, даваоца крви. Лекари сада знају да постоји неколико фактора који утичу на појаву овог обољење.
Многи од болесника који су недавно имали операцију, повреде, рак крви, или неку активну инфекцију склони су појави овог поремећаја. Ова веома озбиљан трансфузиона реакција, која се догађа код једне особе на сваких 5.000 трансфузија, и водећи узрок смртности, код болесника након примене трансфузије и за око 5-10% случајева и поред интензивног лечења она може завршити смрћу. Процењује се да се у свету овај синдром јавља у 0,04% до 0,16% болесника на трансфузији.
Главни симптоми овог облика плућног едема, су недостатак даха (диспнеја), грозница, хипотензија, хипертензија или хипотензија са пратећим кардиогеног шока.
Лечење се састоји у;
- моменталном обустављању даље примене трансфузије,
- примени вештачког дисања и
- примени остале симптоматске терапије, која треба да обезбеди регулацију крвног притиска у границама нормалних вредности.[22]

Бројна истраживања која се спроводе у свету имају за циљ да бројчано смање ризике појаве акутног едема плућа компонентама крви у току трансфузије.
Ако болесник, који је имао трансфузијом изазван акутни едем плућа, има потребу за примену крви, лекари могу да покушају да појаву едема спрече „прањем“ црвених крвних ћелија у разблаженом раствору слане воде како би se уклонио већи део плазме, штедећи при томе црвена крвна зрнаца (еритроците).
Трансфузиона реакција се може избећи правилним тестирањем и правилним избором давалаца крви.

## Прогноза
Код већине болесника са акутни отоком плућа, ако се правовремено примени лечење едема плућа и пратећих симптома основних болести, повреда, тровања и других стања, која су изазвала његову појаву, овај синдром се врло брзо и ефикасно може излечити.